# Assais-les-Jumeaux
Assais-les-Jumeaux é uma comuna francesa na região administrativa da Nova Aquitânia, no departamento de Deux-Sèvres. Estende-se por uma área de 52,26 km². Em 2010 a comuna tinha 779 habitantes (densidade: 14,9 hab./km²).